# Rușețu, Buzău

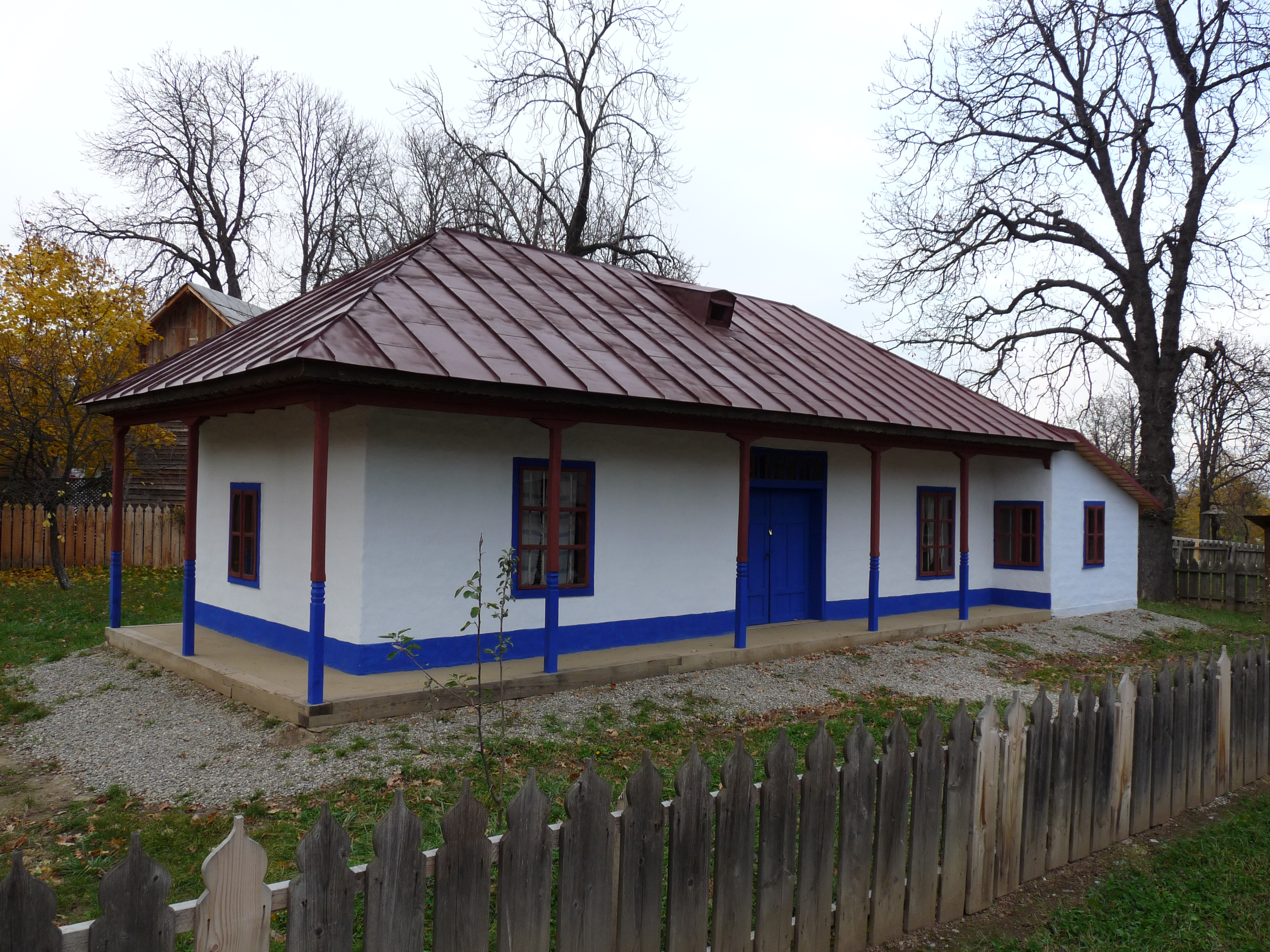
Casă din Ruşeţu expusă la Muzeul Național al Satului „Dimitrie Gusti” din București

Rușețu este satul de reședință al comunei cu același nume din județul Buzău, Muntenia, România. Se află în Câmpia Română, în sud-estul județului, la limita cu județul Brăila.